# Cynometra cuneata
Cynometra cuneata är en ärtväxtart som beskrevs av Louis René Tulasne. Cynometra cuneata ingår i släktet Cynometra, och familjen ärtväxter. Inga underarter finns listade i Catalogue of Life.